# Баньос (коммуна)
Баньо́с (фр. Banios, окс. Baniòs) — коммуна во Франции, находится в регионе Юг — Пиренеи. Департамент — Верхние Пиренеи. Входит в состав кантона Баньер-де-Бигор. Округ коммуны — Баньер-де-Бигор.
Код INSEE коммуны — 65060.

## География
Коммуна расположена приблизительно в 670 км к югу от Парижа, в 120 км юго-западнее Тулузы, в 25 км к юго-востоку от Тарба.
По территории коммуны протекают небольшие реки Лалерд, Лоад (фр. Lauade) и Эскед (фр. Esqueda).

## Климат
Климат умеренно-океанический с солнечной тёплой погодой и обильными осадками на протяжении практически всего года.

## Население
Население коммуны на 2010 год составляло 54 человека.
| 1962 | 1968 | 1975 | 1982 | 1990 | 1999 | 2010 |
| ---- | ---- | ---- | ---- | ---- | ---- | ---- |
| 78   | 72   | 81   | 75   | 50   | 43   | 54   |

## Администрация
| Период | Период | Фамилия     | Партия | Примечания |
| ------ | ------ | ----------- | ------ | ---------- |
| 2001   | 2020   | Франсуа Аба |        |            |

## Экономика
В 2010 году среди 32 человек трудоспособного возраста (15-64 лет) 23 были экономически активными, 9 — неактивными (показатель активности — 71,9 %, в 1999 году было 76,2 %). Из 23 активных жителей работали 21 человек (14 мужчин и 7 женщин), безработных было 2 (0 мужчин и 2 женщины). Среди 9 неактивных 4 человека были учениками или студентами, 3 — пенсионерами, 2 были неактивными по другим причинам.